# Botterens
Botterens é uma comuna da Suíça, no Cantão Friburgo, com cerca de 324 habitantes. Estende-se por uma área de 1,99 km², de densidade populacional de 163 hab/km². Confina com as seguintes comunas: Broc, Châtel-sur-Montsalvens, Morlon, Villarbeney.
A língua oficial nesta comuna é o Francês.